# Pyura lanka
Pyura lanka är en sjöpungsart som beskrevs av William Abbott Herdman 1906. Pyura lanka ingår i släktet Pyura och familjen lädermantlade sjöpungar. Inga underarter finns listade i Catalogue of Life.